# São Martinho (Seia)
São Martinho ist eine Ortschaft und ehemalige Gemeinde in Portugal.

## Geschichte
Aus römischer Zeit ist eine Römerbrücke erhalten geblieben.
Die heutige Ortschaft entstand vermutlich im Zuge der Neubesiedlungen nach der Reconquista. Erstmals offiziell dokumentiert wurde São Martinho in den königlichen Erhebungen des 13. Jahrhunderts. 1348 war es bereits eine eigenständige Gemeinde.
Mit der Gebietsreform 2013 wurde die Gemeinde aufgelöst und mit Santa Marinha zu einer neuen Gemeinde zusammengeschlossen.

## Verwaltung
São Martinho war eine Gemeinde (Freguesia) im Kreis (Concelho) von Seia, im Distrikt Guarda. Sie hatte eine Fläche von 6,7 km² und 638 Einwohner (Stand 30. Juni 2011).
Die Gemeinde umfasste zwei Ortschaften:
- Póvoa Nova
- São Martinho

Im Zuge der Administrative Neuordnung in Portugal wurde die Gemeinde zum 29. September 2013 aufgelöst und mit Santa Marinha zur neuen Gemeinde União das Freguesias de Santa Marinha e São Martinho zusammengeschlossen. Sitz der Gemeinde wurde Santa Marinha, während die Gemeindeverwaltung in São Martinho als Bürgerbüro bestehen blieb.